# チリキ県
チリキー県（チリキーけん、Provincia de Chiriquí）は、パナマ西部の県。県都はダビッド。2007年の人口は約41万人。パナマで最も農業が発展している県である。西側の県境は、コスタリカとの国境となっており、南側は太平洋のチリキー湾に面している。産業は農業と畜産業が中心であるが、近年は観光業も盛んである。

## 歴史
1519年に発見され、パナマがコロンビアの一部地域であった1849年5月26日に、県として正式に創設された。かつてアメリカ大統領のエイブラハム・リンカーンが、この地域に自由黒人の植民地とするリンコニア(Linconnia)プロジェクトがあった。

## 隣接する県
- プンタレナス州
- ボカス・デル・トーロ県
- ノベ・ブグレ自治県
- ベラグアス県

## 下位行政区画
1. Alanje District
2. Barú District
3. Boquerón District
4. Boquete District
5. Bugaba District
6. David District
7. Dolega District
8. Gualaca District
9. Remedios District
10. Renacimiento District
11. San Félix District
12. San Lorenzo District
13. Tierras Altas District
14. Tolé District